# Воја (Хунедоара)
Воја (рум. Voia) насеље је у Румунији у округу Хунедоара у општини Балша. Oпштина се налази на надморској висини од 394 m.

## Становништво
Према подацима из 2002. године у насељу је живело 140 становника, од којих су сви румунске националности.